# Sharon (Wisconsin)
Sharon – wieś w Stanach Zjednoczonych, w stanie Wisconsin, w hrabstwie Walworth.